# Patología clínica

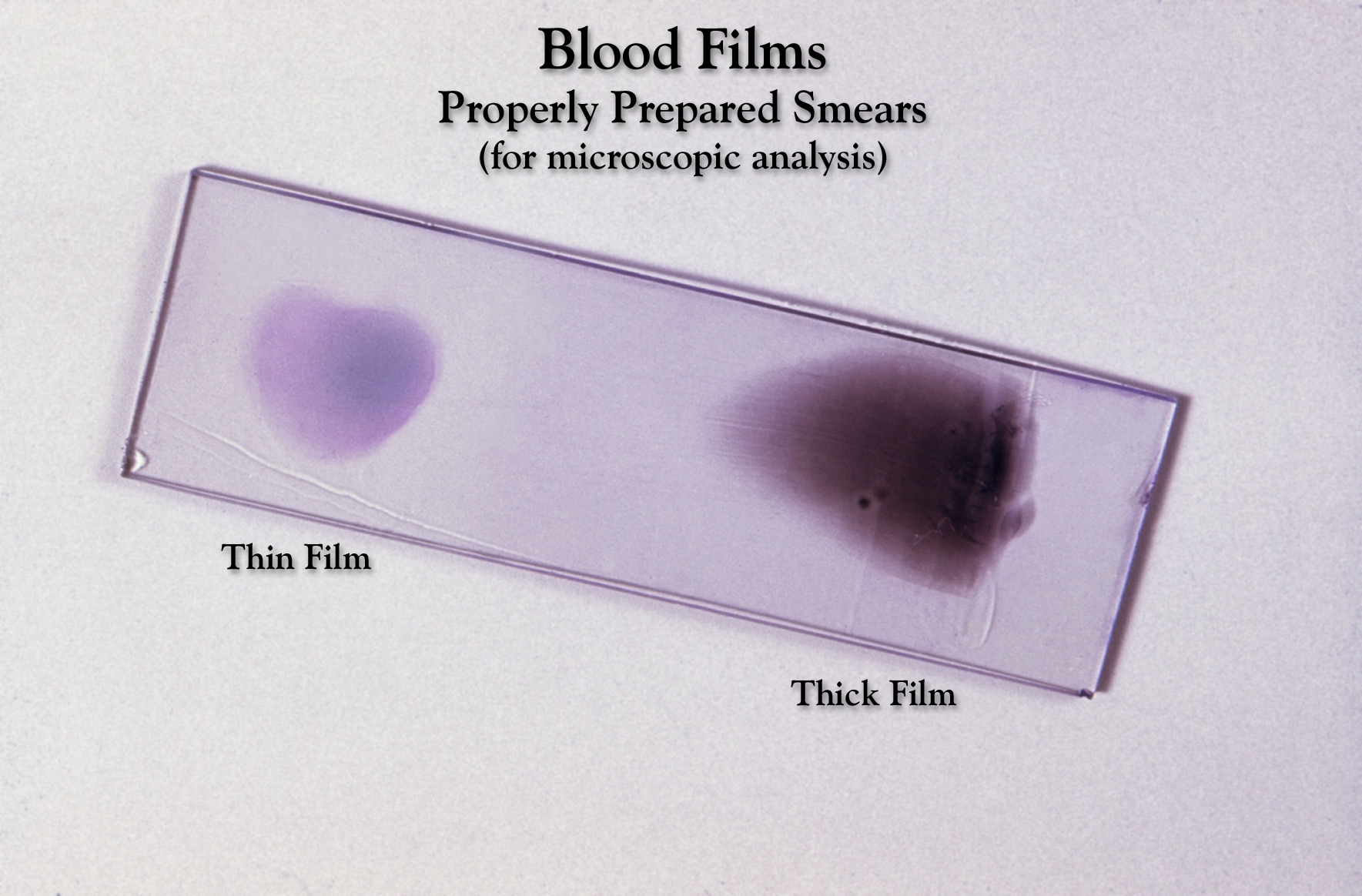
Hematología: extendidos de Sangre en una lámina de vidrio, coloreados y listos para ser examinados en el microscopio.

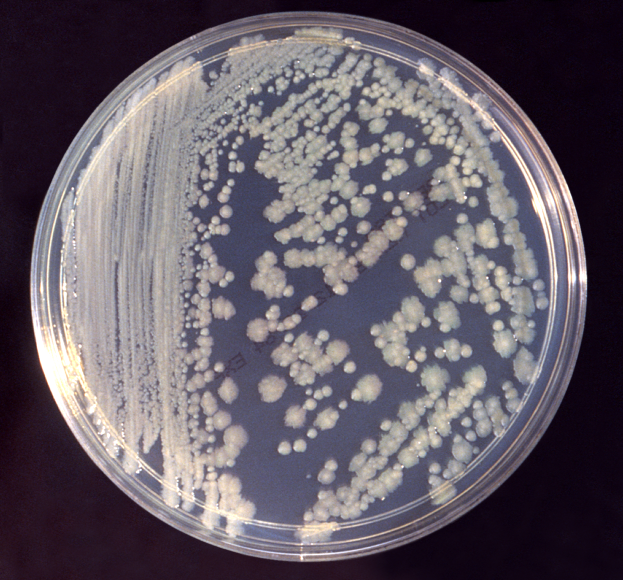
Bacteriología: placa de agar con colonias bacterianas.

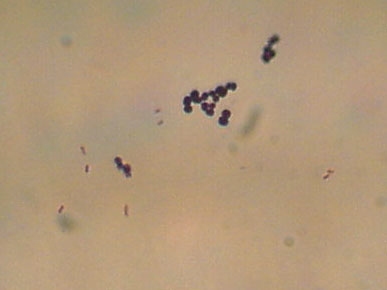
Bacteriología: imagen microscópica de una mezcla de dos tipos de bacterias teñidas con tinción de Gram.

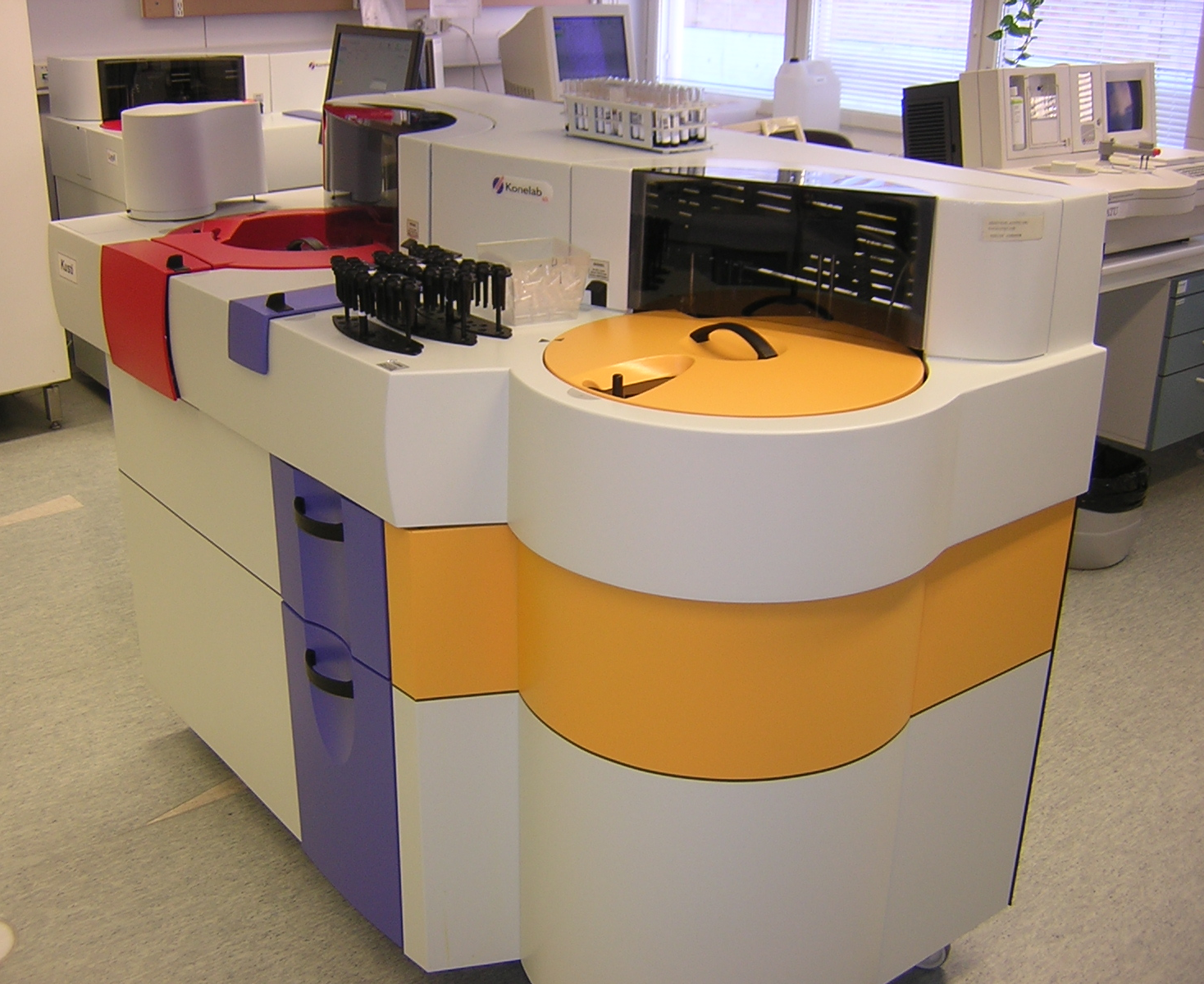
Bioquímica clínica: un analizador de bioquímica sanguínea automatizada.

La patología clínica es una especialidad médica que se ocupa del diagnóstico de enfermedades basado en el análisis de laboratorio de muestras biológicas diversas, como la sangre, la orina, las heces, el líquido sinovial de las articulaciones, el líquido cefalorraquídeo, los exudados faríngeos y vaginales, entre otros tipos de muestras, usando las metodologías de diversas disciplinas como la bioquímica, también llamada química clínica, la hematología, la inmunología, la microbiología y patología molecular. Esta especialidad requiere una residencia médica.
Patología clínica es un término utilizado en los EE. UU., Reino Unido, Irlanda, muchos países de la Mancomunidad de Naciones, México, Portugal, Brasil, Italia, Japón y Perú; los países que utilizan el equivalente en idioma original "medicina de laboratorio" incluyen Austria, Alemania, Rumanía, Polonia y otros países de Europa del Este; otros términos son "análisis clínico" (España) y "biología médica/clínica" (Francia, Bélgica, Países Bajos, África Del norte y Occidental).